# Leominster, Massachusetts

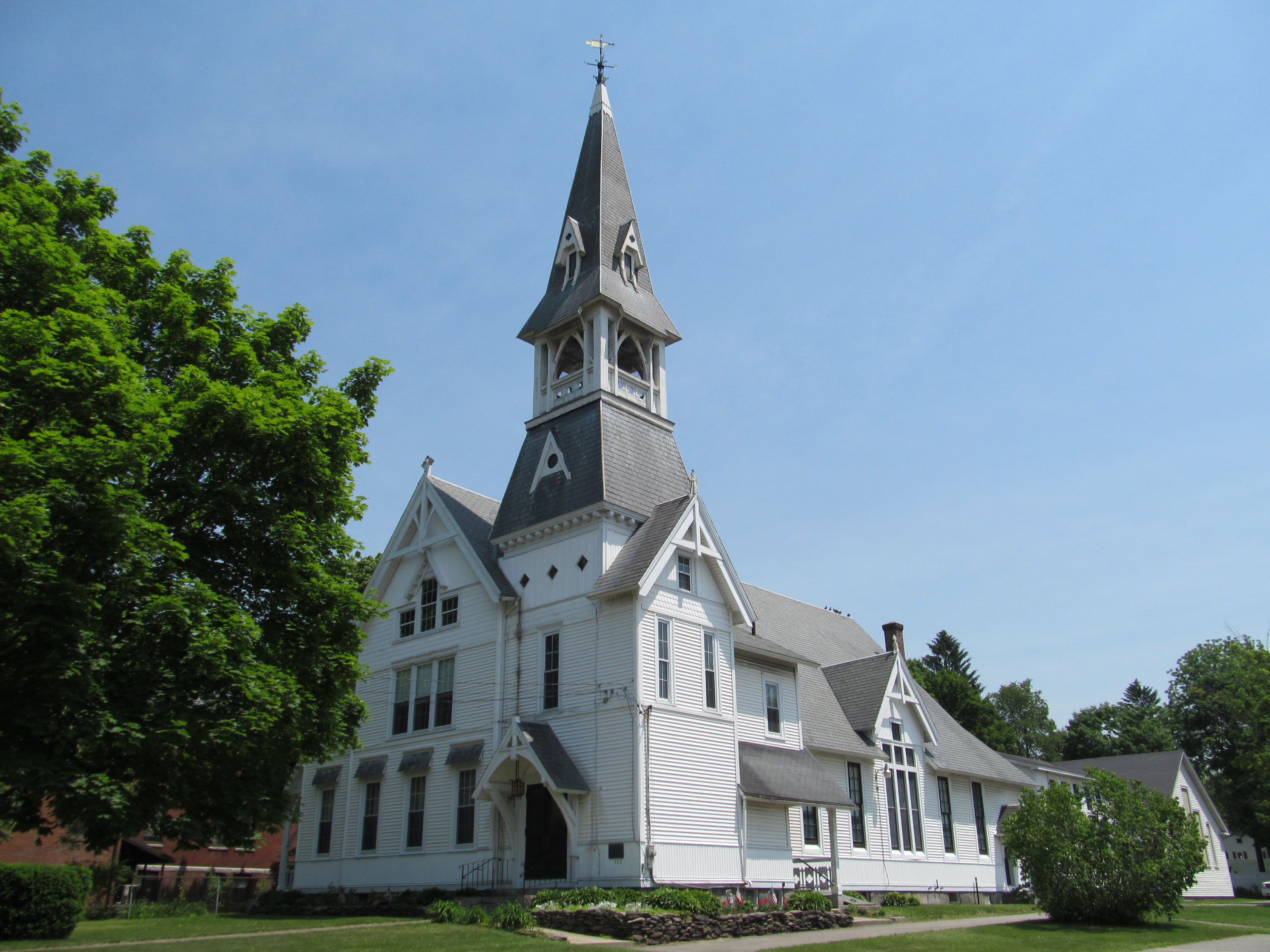

Leominster, Massachusetts là một thành phố thuộc quận Worcester trong tiểu bang thịnh vượng chung Massachusetts, Hoa Kỳ. Thành phố có tổng diện tích 77,7 km², trong đó diện tích đất là 74,3 km². Theo điều tra dân số Hoa Kỳ năm 2010, thành phố có dân số 40759 người.